# Glacier Alsek
Le glacier Alsek est un glacier de 24 kilomètres de longueur situé dans le parc national de Glacier Bay dans le Panhandle de l'Alaska (États-Unis). Le nom Alsek est d'origine tlingit et peut signifier « endroit où les gens se reposent ». Le glacier a été nommé en 1901 par le lieutenant-commandant de la marine américaine Moser, commandant du vapeur américain USS Albatross du Bureau des pêches.

## Géographie
La zone d'alimentation glaciaire est située au nord-ouest du mont Hay, sur le flanc ouest du chaînon Fairweather, à une altitude de 1 200 m. Le glacier, d'une largeur de 1,2 km, se jette à l'ouest dans le lac Alsek, un lac glaciaire qui alimente la rivière Alsek.

## Fonte du glacier
Le glacier d'Alsek a reculé d'environ 3,5 km au XXe siècle. En conséquence, le front de glace s'est fendu sur un rocher en deux langues glaciaires. La superficie du lac Alsek a doublé au cours de la même période.